# Schizopteridae
Famille
Les Schizopteridae sont une famille d'insectes hétéroptères (punaises), de l'infra-ordre des Dipsocoromorpha. C'est la famille principale de cet infra-ordre, avec plus de 300 espèces décrites dans 57 genres,.

## Systématique
La famille des Schizopteridae est attribuée, en 1891, à l'entomologiste finlandais Enzio Rafael Reuter (d) (1867–1951).

## Caractéristiques
Ces très petites punaises (de 0,5 à 2 mm de long), ont des yeux composés, des antennes de quatre articles apparents, flagelliformes, c'est-à-dire que les deux premiers articles sont courts et épais, alors que les deux suivants sont longs et fins. La tête est orthognathe et fortement inclinée vers le bas. 

## Biologie
Il s'agit de prédateurs de petits organismes vivant dans les litières de feuilles et les mousses, avec une plus grande diversité sous les tropiques.

## Classification
Cette famille est séparée en trois sous-familles :
Les Hypselosomatinae, avec la plus grande diversité dans les régions Indopacifique et australienne (treize genres) :
- Acinolaemus
- Cryptomannus
- Duonota
- Glyptocombus
- Hypselosoma
- Hypselosomops
- Hypsohapsis
- Lativena
- Macromannus
- Ommatides
- Ordirete
- Pateena
- Rectilamina
- Williamsocoris
- †Buzinia
- †Libanohypselosoma
- †Tanaia

Les Ogeriinae, avec cinq genres dans les régions australienne, Indopacifique et néotropicale :
- Kaimon
- Meganannus
- Ogeria
- Pachyplagia

Les Schizopterinae, avec environ quarante genres, dans les zones tropicales et subtropicales, dont notamment : 
- Corixidea
- Dundonannus
- Hoplonannus
- Kokeshia
- Nannocoris
- Pachyplagia
- Pinochius
- Schizoptera
- Sculptocoris
- Soekhnandanius
- Voragocoris